# しげまつ貴子
しげまつ 貴子（しげまつ たかこ）は、日本の漫画家。京都府出身。1995年、「花の♂紅寮」が第22回コミックオーディションでデビュー賞を受賞し、『月刊プリンセス』（秋田書店）1996年1月号に掲載されデビュー。デビュー時の名義は茂松貴子。

## 作品リスト

### 連載
- 太陽まで3m（『月刊プリンセス』2002年2月号[2] - 2002年11月号[3]）
- 天使じゃない!!（英語版）（『月刊プリンセス』2003年3月号[4] - 2006年6月号[5]）
- ランプの王様（『プチプリンセス』2004年）
- 究極ヴィーナス（フランス語版）（『月刊プリンセス』2006年9月号[6] - 2010年1月号）
- 真神様の言うとおり!（『月刊プリンセス』2010年4月号[7][8] - 2012年3月号）
- 猫塚さんちのご兄弟（『月刊プリンセス』2012年7月号[9][10] - 2013年7月号）

### 読み切り
茂松貴子名義
- 花の♂紅寮（『月刊プリンセス』1996年1月号）
- ♂紅寮さくらさくら（『月刊プリンセス』1996年4月号）
- ♂紅寮 学園ラビリンス（『月刊プリンセス』1996年7月号）
- ♂紅寮 真夜中の逃亡者（『月刊プリンセス』1996年10月号）
- Happy,Happy（『月刊プリンセス』1997年1月号）
- 空飛ぶチキン（『月刊プリンセス』1997年11月号）
- 神サマの言うとーり!（『月刊プリンセス』1998年1月号）
- 僕と君のとなりに（『月刊プリンセス』1998年7月号）
- キスで殺して

しげまつ貴子名義
- ふらちなハニー（『プチプリンセス』2005年春の号（No.7[11]））
- 恋のアヤマチ（『プチプリンセス』2005年夏の号（No.8[12]））
- 命短シ恋セヨ乙女（『プチプリンセス』2005年秋の号（No.9[13]）・2006年冬の号（No.10[14]））
- 花婿は時計仕掛けの伯爵
- 花婿は真夜中の怪人
- 白雪姫と夜の瞳のスルタン
- 億万長者と海に眠る人魚姫
- 花婿は雪降る森の狼伯爵
- スペインから来た悪魔（原作：シャンテル・ショー）
- 竪琴を奏でる騎士 身代わり花嫁の献身愛（原作：マーガレット・ムーア）
- 砂漠のシークと花咲みの氷姫
- 永遠の初恋（原作：ローリー・フォスター）
- 億万長者と身代わりの花嫁
- 鏡の国の眠れる伯爵夫人
- 花嫁は星降る夜に抱かれて
- 偽りの指輪に愛をこめて（原作：レイチェル・トーマス）
- ライオン・ハート〜優しい牙に恋して〜
- 危ない恋人（『ハーレクイン』2020年11月21日号）

### その他
- 秋田書店東日本大震災チャリティ企画 携帯用待ち受け画面配信（2011年4月15日[15]） - イラスト[15]

## 書誌情報
秋田書店〈プリンセスコミックス〉
- 太陽まで3m（2002年刊、全3巻）
  1. 2002年4月25日発売、ISBN 4-253-19237-8
  2. 2002年9月19日発売、ISBN 4-253-19238-6
  3. 2002年12月12日発売、ISBN 4-253-19239-4

- 天使じゃない!!（2003年 - 2006年刊、全8巻）
  1. 2003年9月18日発売、ISBN 4-253-19279-3
  2. 2004年2月26日発売、ISBN 4-253-19280-7
  3. 2004年7月22日発売、ISBN 4-253-19281-5
  4. 2004年12月22日発売、ISBN 4-253-19282-3
  5. 2005年5月16日発売、ISBN 4-253-19283-1
  6. 2005年9月16日発売、ISBN 4-253-19425-7
  7. 2006年2月16日発売、ISBN 4-253-19426-5
  8. 2006年7月14日発売、ISBN 4-253-19427-3

- ランプの王様（2005年5月16日発売、ISBN 4-253-19702-7、全1巻）
  1.     - 読み切り「キスで殺して」「空飛ぶチキン」併録。

- 究極ヴィーナス（2007年 - 2010年刊、全9巻）
  1. 2007年1月16日発売、ISBN 978-4-253-19356-6
  2. 2007年5月16日発売、ISBN 978-4-253-19357-3
  3. 2007年9月14日発売、ISBN 978-4-253-19358-0
  4. 2008年2月15日発売、ISBN 978-4-253-19359-7
  5. 2008年7月16日発売、ISBN 978-4-253-19360-3
  6. 2009年1月16日発売、ISBN 978-4-253-19361-0
  7. 2009年5月15日発売、ISBN 978-4-253-19362-7
  8. 2009年9月16日発売、ISBN 978-4-253-19363-4
    - 読み切り「僕と君のとなりに」併録。

  9. 2010年2月16日発売、ISBN 978-4-253-19364-1

- 真神様の言うとおり!（2010年 - 2012年刊、全5巻）
  1. 2010年8月16日発売、ISBN 978-4-253-19691-8
  2. 2011年1月14日発売、ISBN 978-4-253-19692-5
  3. 2011年6月16日発売、ISBN 978-4-253-19693-2
  4. 2011年11月16日発売、ISBN 978-4-253-19694-9
  5. 2012年4月16日発売、ISBN 978-4-253-19695-6

- 猫塚さんちのご兄弟（2012年 - 2013年刊、全3巻）
  1. 2012年11月16日発売、ISBN 978-4-253-27001-4
  2. 2013年5月16日発売、ISBN 978-4-253-27002-1
  3. 2013年9月13日発売、ISBN 978-4-253-27003-8

宙出版〈エメラルドコミックス〉→ハーレクイン〈ハーレクインコミックス〉
- 花婿は時計仕掛けの伯爵（2017年8月10日発売、ISBN 978-4776745280、全1巻）
- 花婿は真夜中の怪人（2017年8月21日発売、ISBN 978-4776745358、全1巻）
- 白雪姫と夜の瞳のスルタン（2018年2月発売、ISBN 978-4776746386、全1巻）
- 億万長者と海に眠る人魚姫（2018年2月21日発売、ISBN 978-4776746461、全1巻）
- 花婿は雪降る森の狼伯爵（2019年4月発売、ISBN 978-4776749158、全1巻）
- スペインから来た悪魔（原作：シャンテル・ショー、2019年4月発売） - 電子書籍限定刊行。
- 竪琴を奏でる騎士 身代わり花嫁の献身愛（原作：マーガレット・ムーア、2019年8月発売） - 電子書籍限定刊行。
- 砂漠のシークと花咲みの氷姫（2019年8月21日発売、ISBN 978-4776750031、全1巻）
- 永遠の初恋（原作：ローリー・フォスター、2020年2月発売） - 電子書籍限定刊行。
- 億万長者と身代わりの花嫁（2020年2月21日発売、ISBN 978-4776751090、全1巻）
- 鏡の国の眠れる伯爵夫人（2020年4月21日発売、ISBN 978-4776751403、全1巻）
- 花嫁は星降る夜に抱かれて（2020年6月19日発売、ISBN 978-4776751762、全1巻）
- 偽りの指輪に愛をこめて（原作：レイチェル・トーマス、2020年7月発売） - 電子書籍限定刊行。
- ライオン・ハート〜優しい牙に恋して〜（2020年8月21日発売、ISBN 978-4776752066、全1巻）

ハーパーコリンズ・ジャパン〈プティルファンタジーコミックス〉
- 勇者に裏切られた転生治癒士が魔王の寵姫になるまで（2024年刊、既刊2巻）
  1. 2024年6月21日発売、ISBN 978-4-596-63796-3
  2. 2024年12月23日発売、ISBN 978-4-596-72092-4